# 진 상공
진 상공(陳 相公, ? ~ ?)은 중국 춘추 시대 진(陳)나라의 3대 임금으로, 휘는 고양(皋羊)이다.

## 사적
형 신공(申公)이 죽은 후 뒤를 이었다.
상공이 죽은 후, 아들 돌(突)이 뒤를 이었다.
| 전임 형 신공 서후 | 제3대 진나라의 후작 기원전 960년 ~ 기원전 939년 | 후임 아들 효공 돌 |